# Thysanotus virgatus
Thysanotus virgatus är en sparrisväxtart som beskrevs av Norman Henry Brittan. Thysanotus virgatus ingår i släktet Thysanotus och familjen sparrisväxter. Inga underarter finns listade i Catalogue of Life.